# Steel Force
Steel Force sont des méga montagnes russes et des hyper montagnes russes du parc Dorney Park & Wildwater Kingdom, situé à South Whitehall Township, en Pennsylvanie, aux États-Unis.

## Statistiques
- Capacité : 1 700 personnes par heure.
- Trains : 2 trains de 6 wagons, les passagers sont placés à 2 de front sur trois rangs pour un total de 36 passagers par train.

## Classements
- 9e parcours de montagnes russes en métal le plus long au monde.
- 4e parcours de montagnes russes en métal le plus long d'Amérique du Nord.

| Rang | 4 | 4 | 6 | 16 | 11 | 14 | 15 | 20 | 18 | 23 | 27 | 26 |